# Valentin Kitaev
Valentin Evgen'evič Kitaev (in russo Валенти́н Евге́ньевич Кита́ев?; Mosca, 16 maggio 1918 – Mosca, 1991) è stato un pallavolista sovietico.

## Carriera
Inizia la sua carriera nel Lokomotiv Mosca nel 1936. Passa successivamente nel KIM Mosca e, dal 1939, allo Spartak Mosca.
Arruolatisi nell'esercito per via dell'inizio della campagna di Russia nella Seconda guerra mondiale, ritorna in campo nel 1944, giocando per il DKA Leningrado. Nel 1945 ritorna per una stagione al Lokomotiv Mosca mentre l'anno successivo passa allo Zenit Mosca.
Dal 1947 gioca per la Dinamo Mosca, con cui vincerà tre campionati sovietici e tre coppe dell'Unione Sovietica.
Con la nazionale vince il primo campionato del mondo della storia. È anche campione d'europa nel 1950 e nel 1951.
Si ritira dalla pallavolo giocata nel 1952.

## Palmarès
- Campionato sovietico: 3

1947, 1948, 1951
- Coppa dell'Unione Sovietica: 3

1950, 1951, 1952